# 短冠亚菊
短冠亚菊（学名：Ajania brachyantha）为菊科亚菊属的植物，为中国的特有植物。分布于中国大陆的西藏等地，生长于海拔3,500米至3,600米的地区，目前尚未由人工引种栽培。